# Климов, Владимир Иванович
Влади́мир Ива́нович Кли́мов (4 апреля 1922, Ртищево, Саратовская губерния — 24 мая 1980, Тольятти, Куйбышевская область) — участник Великой Отечественной войны, Герой Советского Союза.

## Биография
Владимир родился в городе Ртищево, в семье железнодорожника. Русский, член КПСС с 1944 года. Окончил 5 классов семилетней школы. Работал слесарем в вагонном депо станции Ртищево, затем на мясокомбинате машинистом.
В Красной Армии с июня 1941 по 1946 год, старшина запаса. Сражался с немецко-фашистскими захватчиками на Юго-Западном, Сталинградском, Донском, Воронежском, Степном и 2-м Украинском фронтах. Принимал участие в оборонительных боях под Киевом, Харьковом, в Сталинградской и Курской битвах, освобождении Украины, Польши, Венгрии и Чехословакии.

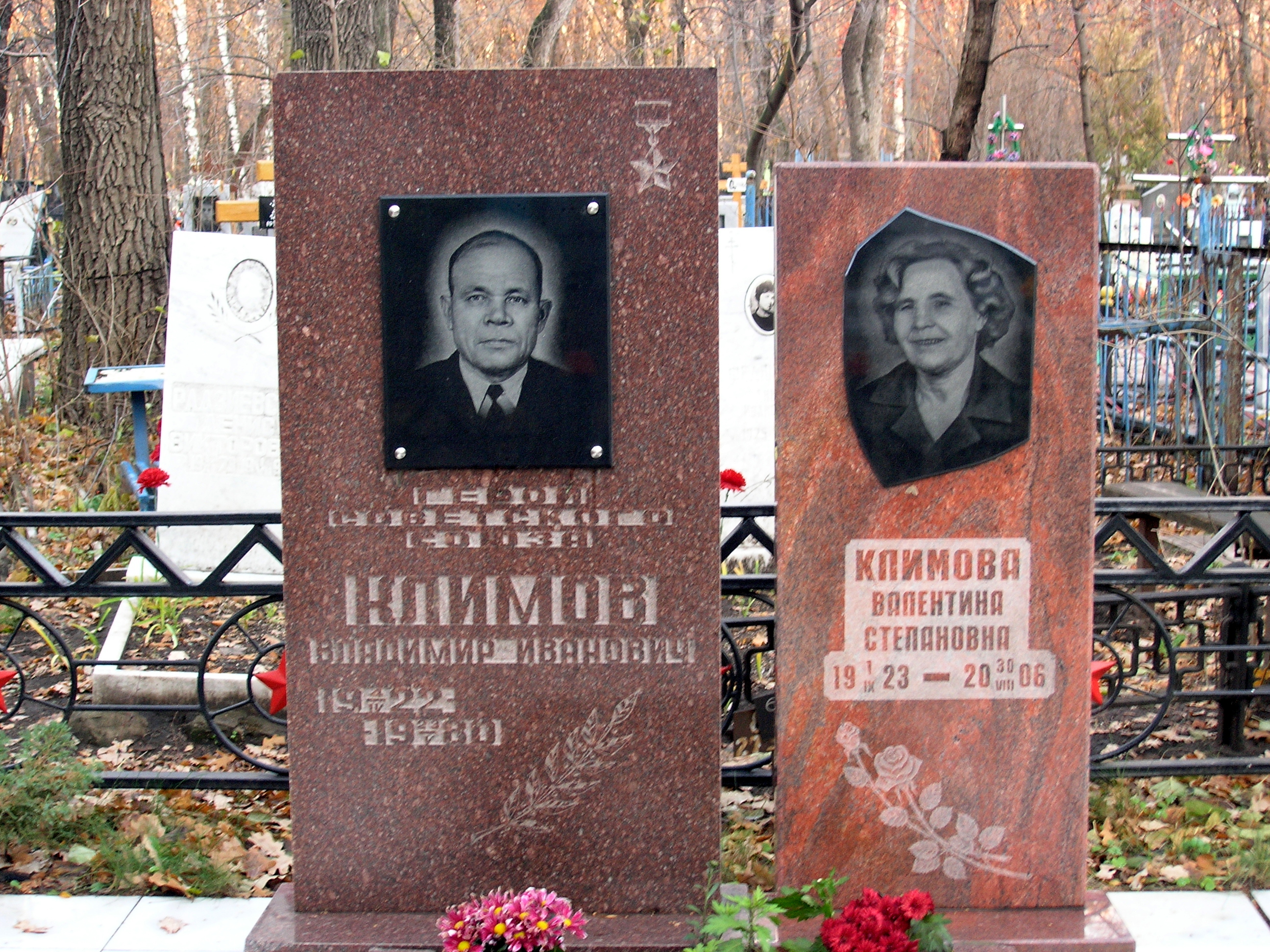
Могила Владимира Климова.

В послевоенные годы Владимир Иванович работал в органах милиции на станции Ртищево. Затем трудился шофёром в городе Абай Карагандинской области, и в городе Тольятти. Ударник коммунистического труда.
Скончался в 1980 году, похоронен на Баныкинском кладбище Тольятти.

## Награды
- Герой Советского Союза (20 декабря 1943) — за отвагу и мужество, проявленные при форсировании Днепра, захвате и удержании плацдарма на западном берегу реки.
- Орден Ленина (20 декабря 1943).
- Медаль «За боевые заслуги» (1942, 1955).
- Медаль «За оборону Киева».
- Медаль «За оборону Сталинграда» и две другие медали.

## Память
- 15 октября 1981 года в вагонном депо Ртищево открыли мемориальную доску.
- 5 мая 2010 года мемориальная доска была открыта на здании профессионального училища № 12, в котором учился В. И. Климов.
- Мемориальная доска в память о Климове установлена Российским военно-историческим обществом на здании Ртищевской неполной средней школы № 1, где он учился.